# Micropogonias furnieri
Micropogonias furnieri es un pez óseo perteneciente a la familia de las Sciaenidae de uso comercial del grupo de las corvinas. 

## Nombres comunes
Micropogonias furnieri es conocido como corvina o corvina rubia en Argentina y Uruguay, huaquil o corvinilla en Chile.

## Descripción
Micropogonias furnieri tiene un largo promedio dentro de los 30 y 45 cm, aunque puede alcanzar hasta 82 cm de largo. El cuerpo tiene forma de cilindro y escamas grandes de color amarillo dorado y blancas en el vientre.

### Comportamiento
Es carnívoro y bentónico: se alimenta de crustáceos, plancton y otras especies que viven en el fondo del agua.

## Distribución
Se encuentra ampliamente extendido en las aguas templadas del océano Atlántico suroeste, siendo una de las especies de peces más abundantes en las aguas de poca profundidad de la Argentina, Brasil, y el Uruguay. 

### Situación en Chile
En Chile, su hábitat se limita al lago Budi, un lago salado del sur de Chile. Pesa aproximadamente dos kilos y medio. Se reproduce en primavera y verano.
La población que habita en las aguas chilenas se encuentra en peligro de extinción, debido a su sobreexplotación y por el proceso de eutrofización de su hábitat. El gobierno de Chile, encabeza desde 2007 un proyecto de conservación y recuperación de este pez. Esto, mediante repoblamiento de crías (alevines) de la especie en Puerto Saavedra.[cita requerida]